# Eckhardt Rehberg

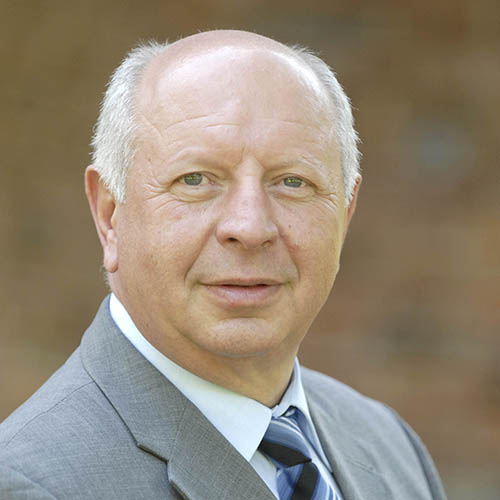
Eckhardt Rehberg (2017)

Eckhardt Harald „Ecki“ Rehberg (* 3. April 1954 in Ribnitz-Damgarten) ist ein deutscher Politiker (CDU).
Er war von 1990 bis 2005 Vorsitzender der CDU-Landtagsfraktion sowie von 2001 bis 2005 Landesvorsitzender der CDU in Mecklenburg-Vorpommern. Von 2005 bis 2021 war er Mitglied des Deutschen Bundestages und dort haushaltspolitischer Sprecher der Unionsfraktion. Seit 2018 ist er zudem Mitglied des Aufsichtsrats der Deutschen Bahn AG. Von September 2021 bis März 2022 war er, wie bereits von März bis August 2020, kommissarischer Landesvorsitzender der CDU Mecklenburg-Vorpommern.

## Leben und Beruf
Nach dem Abschluss der Berufsausbildung mit Abitur als Facharbeiter für Datenverarbeitung 1973 leistete Rehberg seinen Wehrdienst bei der Nationalen Volksarmee ab und war danach von 1975 bis 1989 in der Datenverarbeitung tätig. Neben der Berufstätigkeit absolvierte er von 1977 bis 1983 ein Hochschul-Fernstudium in Berlin und Dresden, welches er als „Diplomingenieur für Informationsverarbeitung“ beendete. 1984 wurde er auf Vorschlag der örtlichen CDU zum Bezirksschöffen am Arbeitsgericht Ribnitz-Damgarten berufen.
Nach der Wende übernahm er 1990 die Geschäftsführung der Firma Ostsee-Schmuck.
Rehberg ist katholisch, verheiratet und hat zwei Söhne.

## Partei
Rehberg trat 1984 in die damalige CDU ein, die in der DDR den Status einer Blockpartei hatte. In der Zeit der Wende gehörte er von 1989 bis 1990 dem Parteivorstand der DDR-CDU an, die Anfang Oktober 1990 mit der West-CDU fusionierte. Rehberg war von 1990 bis 1993 Vorsitzender des CDU-Kreisverbandes Ribnitz-Damgarten und gehörte ab 1991 auch dem CDU-Landesvorstand der CDU Mecklenburg-Vorpommern, zunächst als stellvertretender Vorsitzender, an. Von 2001 bis 2005 war er schließlich ihr Landesvorsitzender (Vorgängerin: Steffie Schnoor, Nachfolger: Jürgen Seidel).
Für die Landtagswahl 2002 wurde Rehberg am 3. November 2001 als Spitzenkandidat der CDU für das Amt des Ministerpräsidenten von Mecklenburg-Vorpommern aufgestellt. Die CDU erhielt deutlich weniger Stimmen als die SPD des Amtsinhabers Harald Ringstorff (31,4 zu 40,6 Prozent) und blieb in der Opposition.
Am 8. April 2017 wurde er auf dem Landesparteitag der CDU Mecklenburg-Vorpommern zu einem von drei Stellvertretern des neuen Vorsitzenden Vincent Kokert gewählt. Von März 2020 übernahm er, nach Rücktritt von Kokert, bis zur Wahl von Michael Sack am 7. August 2020 kommissarisch den Landesvorsitz der CDU Mecklenburg-Vorpommern. Nach dem Rücktritt von Sack am 27. September 2021 übernahm er bis zur Wahl von Franz-Robert Liskow am 26. März 2022 erneut kommissarisch den Landesvorsitz.

## Abgeordneter
Rehberg war von 1990 bis 2005 Mitglied des Landtages von Mecklenburg-Vorpommern und in dieser Zeit auch Vorsitzender der CDU-Landtagsfraktion. Von 1999 bis 2009 gehörte er der Gemeindevertretung seines Wohnortes Marlow im Landkreis Nordvorpommern an.
Nach der Bundestagswahl 2005 zog Rehberg über die Landesliste der CDU Mecklenburg-Vorpommern in den Bundestag ein. Bei der Bundestagswahl 2009 wurde er im Bundestagswahlkreis Bad Doberan – Güstrow – Müritz direkt gewählt. Seit 2009 ist er Sprecher der Landesgruppe Mecklenburg-Vorpommern innerhalb der CDU/CSU-Bundestagsfraktion. Bei der Bundestagswahl 2013 errang er wieder ein Direktmandat, diesmal im neu gebildeten Bundestagswahlkreis Mecklenburgische Seenplatte II – Landkreis Rostock III. Er blieb Sprecher der Landesgruppe Mecklenburg-Vorpommern und wurde außerdem Sprecher aller Landesgruppen der CDU und damit Mitglied des geschäftsführenden Fraktionsvorstands.
Rehberg war ordentliches Mitglied im Ältestenrat, im Haushaltsausschuss, sowie im Gemeinsamen Ausschuss. Er gehörte als stellvertretendes Mitglied dem Ausschuss für Verkehr und digitale Infrastruktur sowie dem Vermittlungsausschuss an. Zudem war er Mitglied des Vertrauensgremiums für die geheimen Haushaltspläne der Nachrichtendienste des Bundes.
Bei der Bundestagswahl 2021 kandidierte er nicht erneut.

## Tätigkeiten nach der politischen Laufbahn
Rehberg ließ sich 2022 ins Lobbyregister eintragen. Er ist als Berater für die Agentur Ehrenberg Sorensen, das Rüstungsunternehmen General Dynamics, die EUS Holding GmbH sowie das Deutsche Institut für reines Bier tätig.
Seit 2025 leitet er zudem gemeinsam mit Stefan Müller und Stephan Weil die „Expertenkommission für die Modernisierung der Schuldenregel“ der Bundesregierung.

## Gesellschaftliche Ämter
Rehberg war von 1997 bis 2001 Vorstandsvorsitzender von Hansa Rostock. In dieser Zeit konnte sich Hansa letztmals für einen europäischen Klubwettbewerb qualifizieren und spielte 1998 im UI-Cup gegen den Debreceni VSC. Außerdem wurden während seiner Amtszeit das Nachwuchsinternat und die Vereinsgeschäftsstelle neu- sowie das Ostseestadion umgebaut. Nach fast 20 Jahren kündigte er die Vereinsmitgliedschaft beim Ostseeklub im Herbst 2015. Enge Verquickungen der Vereinsführung mit der Ultraszene waren ausschlaggebend hierfür.